# 177 (число)
177 (сто семьдесят семь) — натуральное число, расположенное между числами 176 и 178. Оно не является простым числом, а относительно последовательности простых чисел расположено между 173 и 179.

## В математике
- 177 является нечётным трёхзначным числом.
- Сумма цифр числа 177 — 15.
- Произведение цифр этого числа — 49.
- Квадрат этого числа — 31 329.
- Число 177 является полупростым числом[2].
- 177 — недостаточное число[3].
- 177 — бесквадратное число[4].
- Является  злым числом
- 177 является числом Лейланда, так как может быть представлено в виде суммы {\displaystyle 2^{7}+7^{2}}[5].
- Число 177 является 60-угольным[6].
- 177 является числом Улама[7].
- 177 — сбалансированное число в двоичной системе счисления: его двоичная запись (10110001) содержит равное число нулей и единиц[6][8].
- Каждый из углов правильного 120-угольника равен 177°.[8]
- 177 — наименьшая возможная магическая константа для магического квадрата 3x3, состоящего только из простых чисел[8]:

{\displaystyle {\begin{bmatrix}17&89&71\\113&59&5\\47&29&101\end{bmatrix}}.}

## В других областях
- 177 год
- 177 год до н. э.
- 177 — автомобильный код Москвы.